# Медичи, Джузеппе
Джузеппе Медичи (итал. Giuseppe Medici; 24 октября 1907, Сассуоло, Королевство Италия — 21 августа 2000, Рим, Италия) — итальянский государственный деятель, министр иностранных дел Италии (1968 и 1972—1973).

## Биография

### Образование и научная карьера
Родился в семье каменщика Эрзильо Мессори, создавшего небольшую строительную компанию.
В 1926 г. окончил Институт Модены, в 1929 г. — сельскохозяйственный факультет в Аграрном университете Милана, защитив диссертацию по экономике орошения на равнинах Ломбардии. По окончании армейской службы непродолжительное время преподавал в техническом институте оценщиков в Пьяченце. В 1932 г. стал лектором в области экономики и аграрной политики в Университете Болоньи. В 1933 г. выиграл конкурс на должность преподавателя в Университете Перуджи и позже был приглашен преподавать в Туринский университет. Являлся главой исследовательского отдела Министерства сельского хозяйства, активно участвовал в разработке Гражданского кодекса 1942 г.
В 1942 г. под псевдонимом Джузеппе Сассуоло опубликовал несколько брошюр по вопросу аграрной реформы, которые легли в основу проекта аграрной реформы в Италии, предложенной Итальянской либеральной партией. В июле 1943 г. он принял участие в работе, которая привела к разработке Кодекса камальдульцев (Codice di Camaldoli).
В 1960 г. был назначен заведующим кафедрой экономической и финансовой политики факультета политологии Римского университета, и стал президентом Национальной академии сельского хозяйства, а с 1961 г. стал одним из учредителей социологического журнала Notebooks.

### Политическая карьера
Ещё в конце 1930-х гг., работая над статьями по аграрной политике, он сблизился с Либеральной партией и освободительным движением. С 1945 г. его все чаще привлекали к обсуждению проблем сельского хозяйства Италии, а в 1947 г. был включен в состав итальянской делегации, отправившейся в США для обсуждения плана Маршалла. Во время конституционного референдума 1946 г. в отличие от многих либералов придерживался не монархических, а республиканских взглядов.
В 1948 г. был избран в Сенат от ХДП и оставался сенатором на протяжении 28 лет, оставив этот пост в 1976 г.
- 1954—1955 гг. — министр сельского и лесного хозяйства,
- 1956—1958 гг. — министр казначейства,
- 1958—1959 гг. — министр бюджета,
- 1959—1960 гг. — министр образования. На этом посту предложил «План для развития школы», предполагавший предоставление всеобщего образования. Способствовал строительству университетских колледжей, которые считал необходимым условиям для получения качественного высшего образования,
- 1962 г. — министр по реформе государственного управления,
- 1963—1965 гг. — министр промышленности и торговли,
- июль-декабрь 1963 г. — министр бюджета,
- 1968 и 1972—1973 гг. — министр иностранных дел Италии.

В 1967 г. он был назначен президентом Национальной ассоциации мелиорации, с 1969 г. возглавлял Национальную конференцию по водным ресурсам. В 1974 г. являлся президентом Всемирной конференции ООН по проблемам голода.
В 1977—1980 гг. возглавлял итальянский химический концерн «Монтэдисон». В последующие годы занимался научной деятельностью.